# Салкынтобе (Божегурский сельский округ)
Салкынтобе (каз. Салқынтөбе, до 1993 г. — Троицкое) — аул в Жарминском районе Абайской области Казахстана. Административный центр Божегурского сельского округа. Код КАТО — 634439100.

## Население
В 1999 году население аула составляло 470 человек (258 мужчин и 212 женщин). По данным переписи 2009 года, в ауле проживало 409 человек (225 мужчин и 184 женщины).